# Червонная дама
Черво́нная да́ма (англ. Queen of hearts; фр. Dame de cœur) — игральная карта, встречающаяся во всех вариациях французской колоды. Принадлежит к червонной масти, по старшинству занимает место между червонным валетом и червонным королём.
Аналогичная карта в колоде таро — королева кубков.

## Образ
Образ червонной дамы был использован Льюисом Кэрроллом, сделавшим её одним из ключевых персонажей «Алисы в Стране чудес», а также Мариной Цветаевой в драме «Червонный валет».
Название «Червонная Дама» носит сорт чайно-гибридной розы вишнёво-красного цвета.

## Галерея

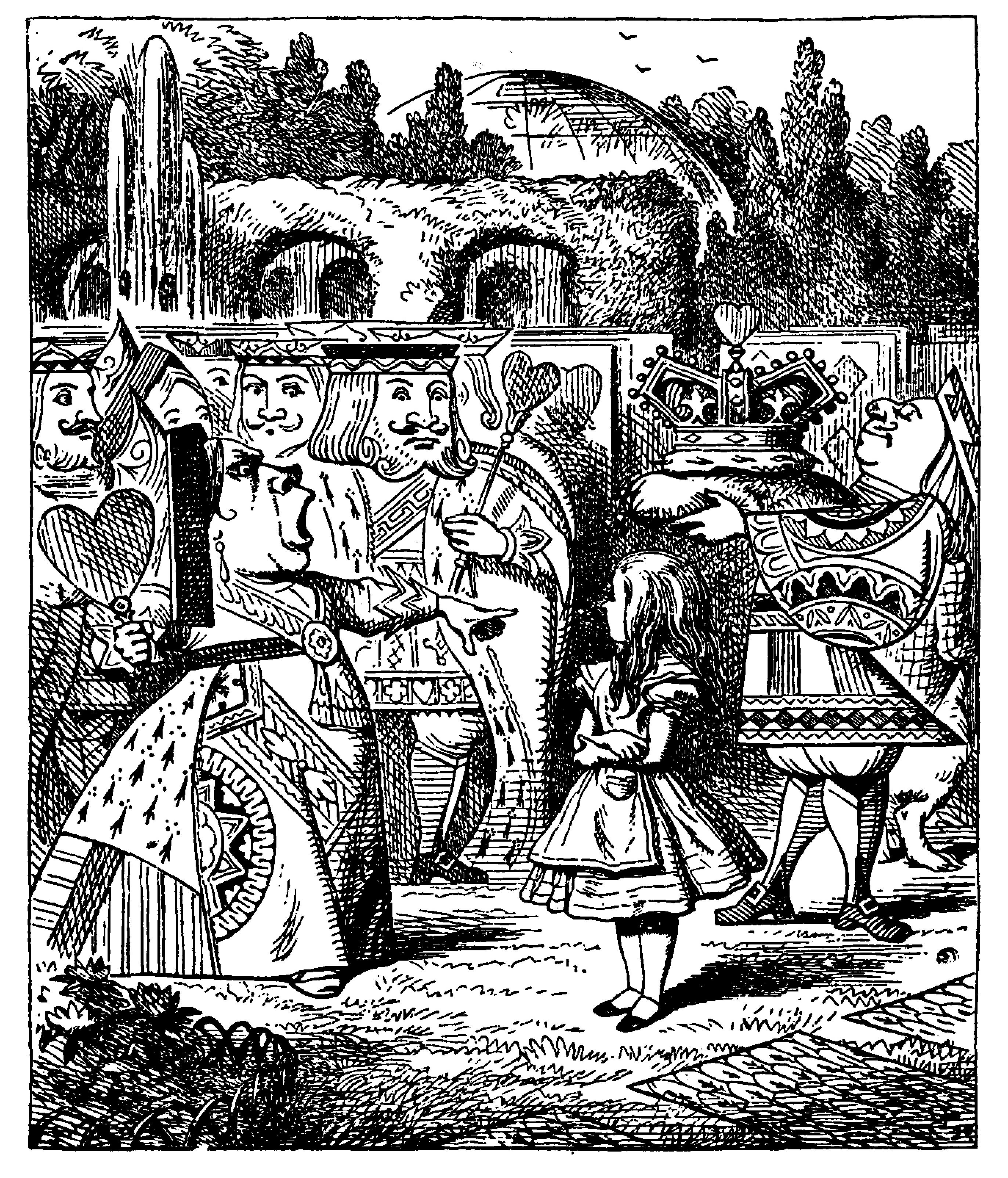
Иллюстрация к «Алисе в Стране чудес» Льюиса Кэрролла 1869 года. Слева — червонная дама
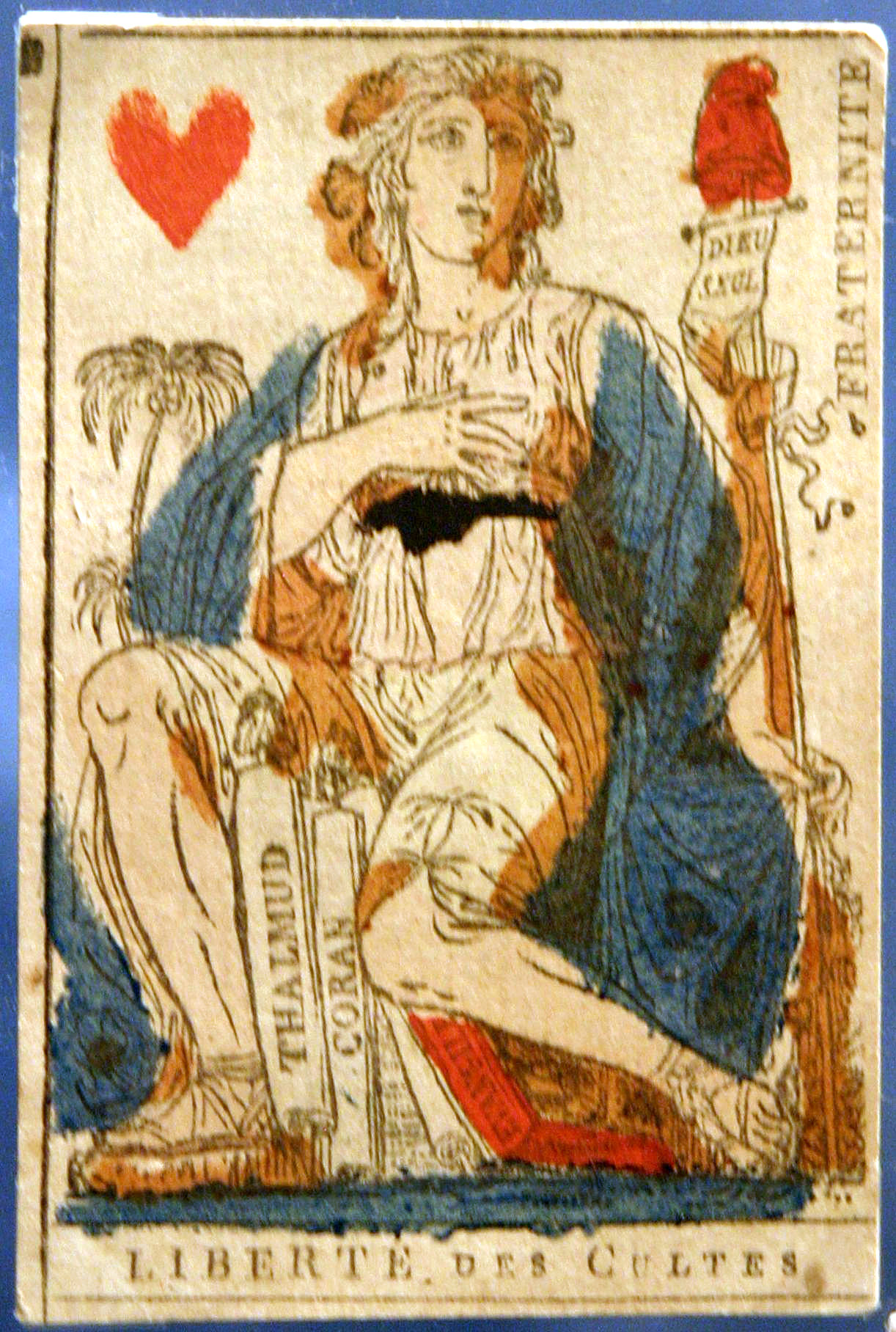
Червонная дама — аллегория свободы. Карта из исторического музея Лозанны
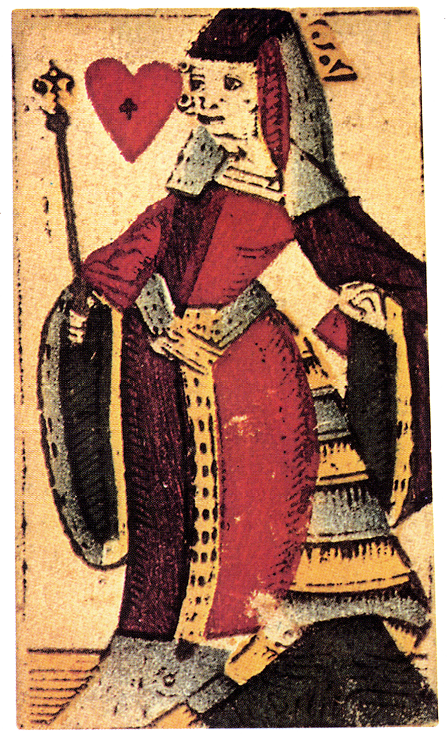
Червонная дама из колоды Клода Валентина XVII века
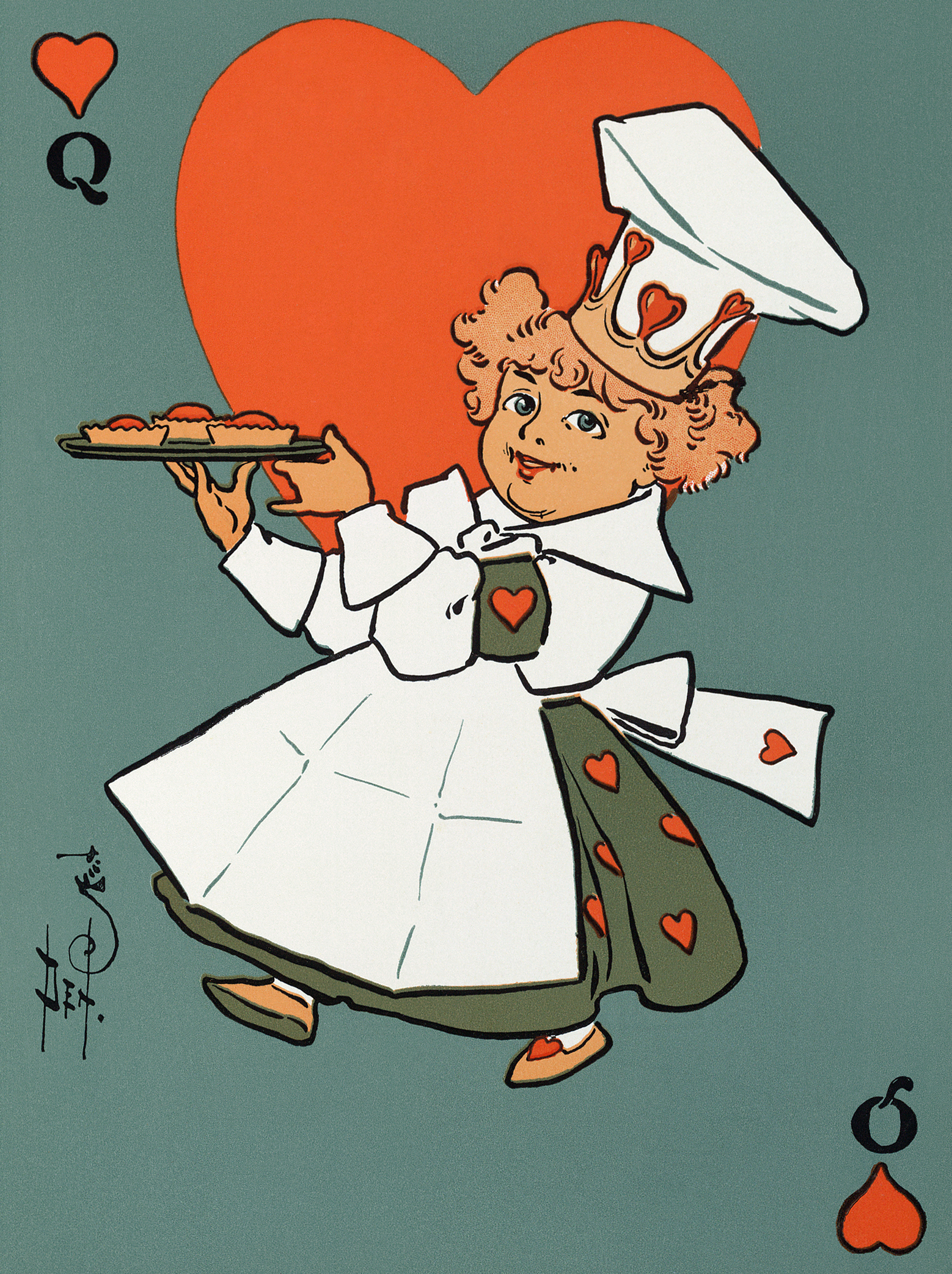
Червонная дама в представлении Уильяма Уоллиса Денслоу[англ.] (1901)
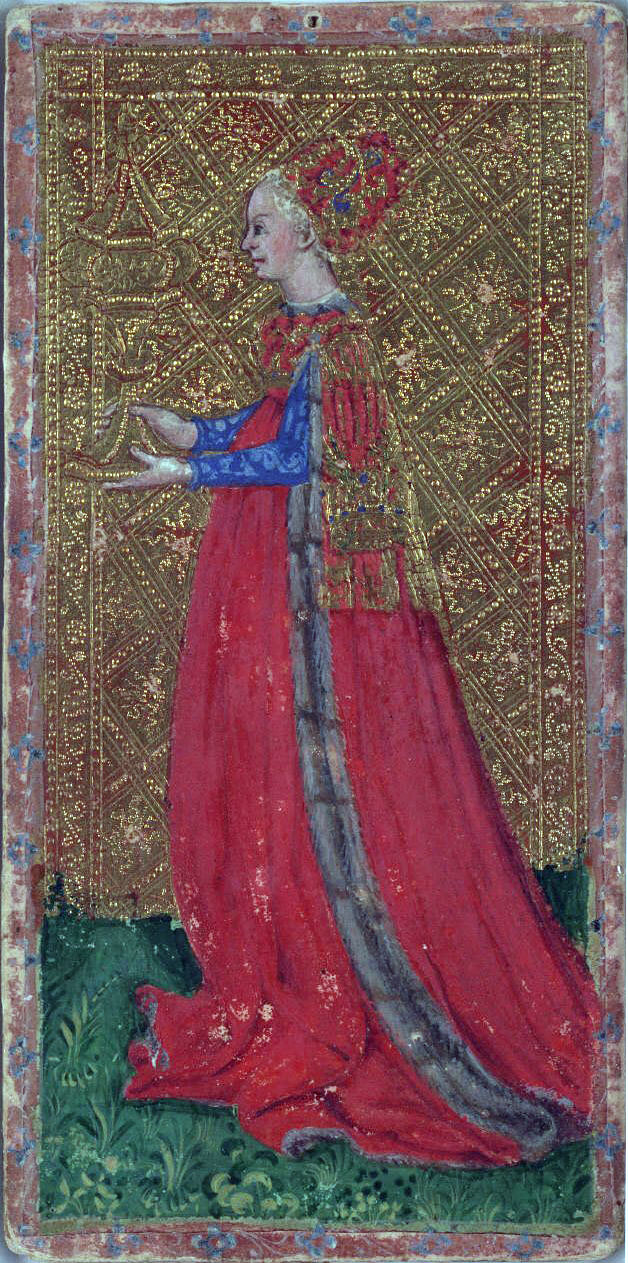
Королева кубков из колоды таро Висконти — Сфорца (1450 г.)